# Analirdes
 Analirdes Neves Santana de Almeida (Presidente Epitácio, 18 de novembro de 1966) é uma ex-voleibolista indoor brasileira, que atuou na posição de Central, serviu a Seleção Brasileira em 1993, e possui duas medalhas no Campeonato Sul-Americano de Clubes, medalha de prata na edição de 1991 no Brasil e a de ouro no ano de 1996 no Peru, também foi medalhista de prata no Campeonato Mundial de Clubes de 1991 no Brasil.

## Carreira
Sua trajetória profissional iniciou-se no Rodrimar/Santos, em seguida transferiu-se para o Atlantictur/RJ , posteriormente vetiu a camisa do Lufkin/Sorocaba.
Atuou pelo Colgate/Pão de Açúcar e sagrou-se vice-campeã do Campeonato Paulista de 1990 e foi vice-campeã também na edição da Liga Nacional, competição antecessora da Superliga Brasileira A,  temporada 1990-91. Ainda em 1991 disputou pela Colgate/Pão de Açúcar o Campeonato Sul-Americano de Clubes realizado em  Ribeirão Preto, Brasil, e mais uma vez encerrou com o vice-campeonato e disputou também a edição do Campeonato Mundial de Clubes realizado em  São Paulo, Brasil, ocasião que foi medalhista de prata.
Depois atuou pela equipe carioca da A.A.Rio Forte e transferiu-se no calendário esportivo 1993-94 para a BCN/Guarujá  e obteve o vice-campeonato  do Campeonato Paulista em 1993 e o mesmo resultado alcançado na Liga Nacional 1993-94.
Em 1993 recebeu convocação para a Seleção Brasileira.Ainda na temporada 1993-94, transferiu-se para o voleibol europeu e reforçou na Liga A1 Italiana a equipe do Seiviaggi Essebi Sesto S.Giovanni, vestindo a camisa#10, participou da campanha do clube que alcançou apenas a décima primeira posição na referida competição e contribuiu para avançar as oitavas de final da Copa A Itália.
Retorna ao Brasil para defender a equipe do Sollo/Tietê , por este disputou a Superliga Brasileira A, alcançando a quinta colocação.
No período esportivo de 1995-96 defendeu o clube mineiro Teuto/Vila Rica alcançando a sétima posição na segunda edição da Superliga Brasileira A.
Foi contratada pelo Leite Moça/Jundiaí, que mudou de alcunha para Leites Nestlé, conquistou título da Copa Sul de 1996 disputada em Sorocaba e disputou a correspondente Superliga Brasileira A e conquistou seu primeiro título nesta competição.
Na temporada seguinte assina com o BCN/Osasco e conquista a medalha de ouro nos Jogos Abertos do Interior de Bragança Paulista de 1997, e quarto lugar no Campeonato Paulista de 1997, fez uma pré-temporada em Recife, antes da Superliga Brasileira A, em parceria com o Sport Club do Recife, para disputar duas competições, resultando na alcunha Sport/BCN, e nessa excursão conquistou o título do torneio Taça Ivan Lima, e disputou a Copa Pernambuco da Fevepe e sagrou-se campeã desta edição.
Disputou também pelo BCN/Osasco a quarta edição da Superliga Brasileira A 1997-98, avançando as quartas de finais, finalizando em sétimo lugar.
Na temporada 1999-00 foi contratada pela Petrobrás/Macaé cujo clube representou o país no Campeonato Sul-Americano de Clubes de 1999 em Cochabamba-Bolívia e pela Superliga alcançou a sexta posição.
Foi um das convidadas para atuar no Jogo de Despedida da atacante Ana Moser.
Iniciou a estudar Fisioterapia pela Unip, no Campus Pinheiros, e defendeu a equipe desta instituição a Atlética Unip e em 2003 sagrando-se campeã da I Copa APAV,vice-campeã dos Jusp e bronze nos Jup.
Em 2005 recebeu o Troféu Atlética Unip 2005 na categoria Voleibol Feminino.

## Títulos e resultados
- Superliga Brasileira A:1996-97[3]
- Superliga Brasileira A:1990-91,[1] 1993-94[3]
- Copa Sul: 1996[11]
- Campeonato Paulista:1990,[2]1993[2]
- Campeonato Paulista:1997[15]
- Jogos Abertos do Interior de São Paulo:1997[15]
- Copa Pernambuco: 1997[18]
- Taça Ivan Lima:1997[16]
- Jusp:2003[26]
- Jup:2003[26]
- Copa APAV:2003[26]

## Premiações individuais
- Troféu Atlética UNIP de 2005 -Melhor Atleta  (Voleibol Feminino )